# Paranormal Entity
(Dichiarazione allegata al filmato)
Paranormal Entity è un film horror di genere mockumentary del 2009, scritto, diretto e interpretato da Shane Van Dyke.
Fa parte della categoria mockbuster, ovvero quei film che vengono lanciati sul mercato cercando di cavalcare l'onda di un film che precedentemente ha riscosso un notevole successo.
In questo caso il film portante a cui si rifà è Paranormal Activity diretto da Oren Peli, film di basso costo del 2007 che ha riscosso un enorme successo due anni dopo la sua realizzazione.
Il film è prodotto dalla casa di produzione The Asylum, specializzata in film direct-to-video che sfrutta abitualmente i grandi successi per distribuire a ruota film di qualità inferiore che si rifanno ai grandi titoli. In questo specifico caso visto che il film a cui si ispira è stato girato con un budget minimo, The Asylum questa volta ha la possibilità di avvicinarsi e pareggiare qualitativamente l'opera principale.
In Italia è inedito.

## Trama
Ellen Finley è una vedova che vive con i suoi due figli Samantha e Thomas. Quest'ultimo in seguito a diverse manifestazioni inspiegabili decide di installare una serie di telecamere in tutte le stanze della casa per riprendere quanto più possibile. Nello stesso periodo si muove con una telecamera a mano filmando qualunque cosa veda in ogni momento della giornata. In breve tempo accadono fenomeni non spiegabili e la famiglia inizia a pensare che possano essere opera del defunto David.

## Sequel
Il film ha avuto tre seguiti: Paranormal Entity 2 (o 8213: Gacy House), Paranormal Entity 3: The Exorcist Tapes e 100 Ghost Street: The Return of Richard Speck.